# Alvesta

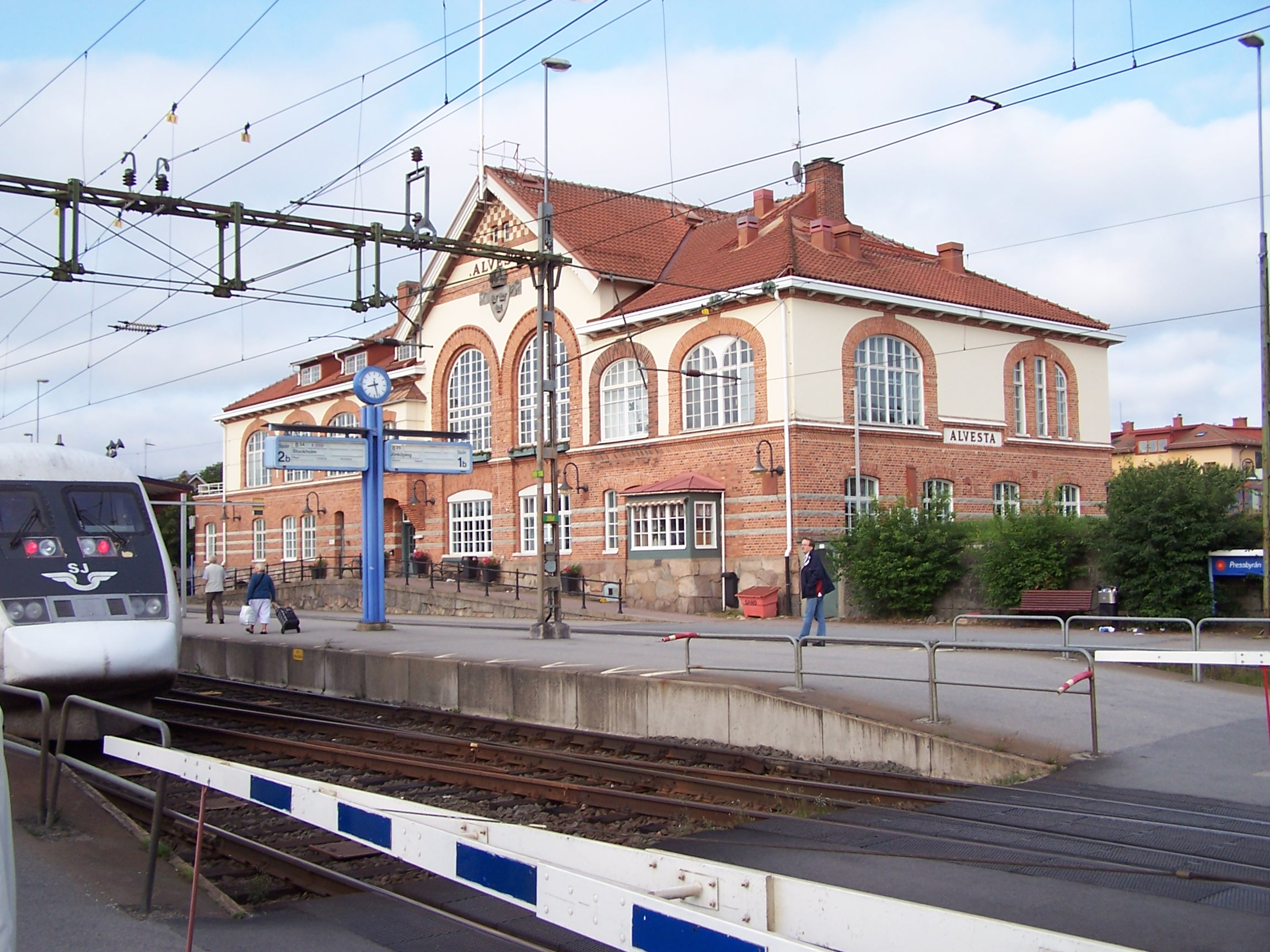
Der Bahnhof von Alvesta

Alvesta ist ein Ort (Tätort) in der schwedischen Provinz Kronobergs län und der historischen Provinz Småland. Alvesta liegt 20 km westlich von Växjö an der Reichsstraße 25 und ist Hauptort der Gemeinde Alvesta.
Alvesta entstand als Eisenbahnknoten im 19. Jahrhundert. In Alvesta kreuzen sich die Södra stambana Stockholm—Malmö und die Kust till kust-bana Göteborg—Växjö—Kalmar. Das vom Chefarchitekten der SJ Folke Zettervall im Jugendstil entworfene Empfangsgebäude des Bahnhofs Alvesta wurde 1907–1909 erbaut und 1986 unter Denkmalschutz gestellt.
Beim Ort stehen einige Runensteine.

## Persönlichkeiten
- Admir Bajrovic (* 1995), Fußballspieler